# Żółte niebezpieczeństwo

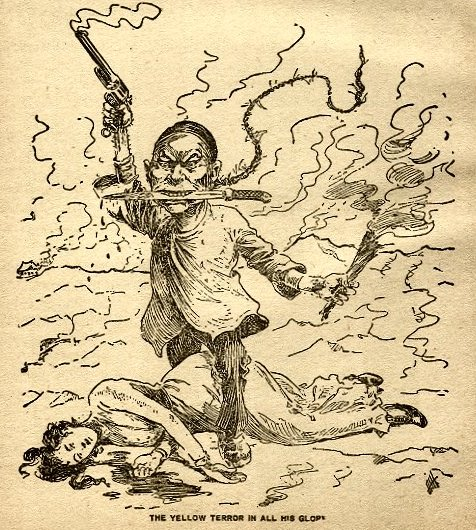
„Żółte niebezpieczeństwo w pełni swej chwały”, rysunek satyryczny z 1899 r.

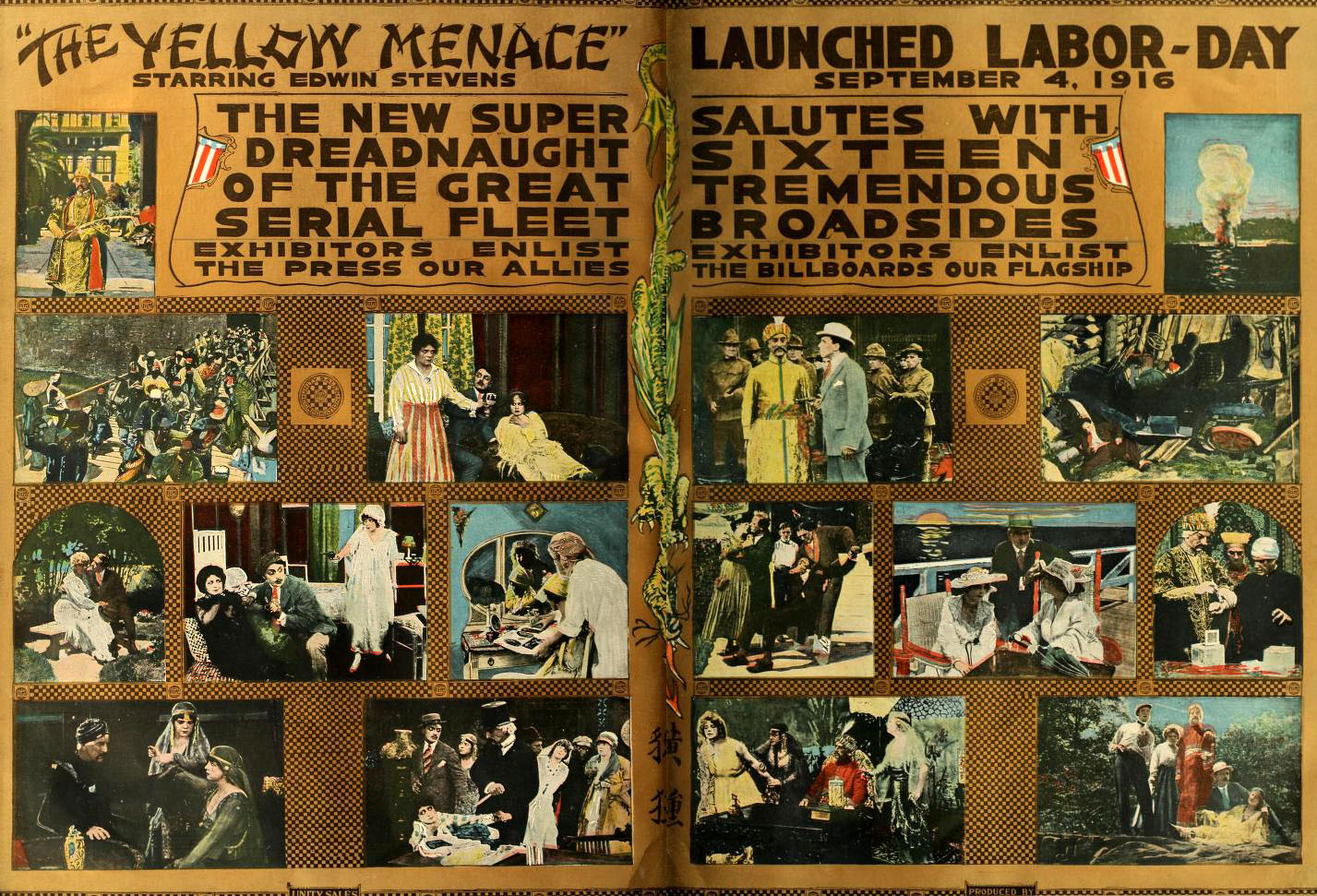
The Yellow Menace (1916)

Żółte niebezpieczeństwo (ang. yellow peril) – rasistowskie określenie, które pojawił się na Zachodzie w II połowie XIX wieku, jako echo dużej chińskiej emigracji, która napłynęła do Stanów Zjednoczonych. Według tego poglądu imigranci z Azji Wschodniej i Południowo-Wschodniej stanowili zagrożenie dla cywilizacji zachodniej. Termin yellow peril uparcie powtarzały gazety należące do koncernu Williama Hearsta. Legitymizacji idei żółtego niebezpieczeństwa dostarczyło w latach 1899–1901 wymierzone przeciwko białym kolonizatorom chińskie powstanie bokserów.
W Europie pogląd ten odnoszono raczej do Japończyków, nieufnie śledząc wzrost potęgi Japonii w okresie restauracji Meiji. Symbolem tryumfu żółtego niebezpieczeństwa stała się porażka rosyjskiej floty w bitwie pod Cuszimą w 1905 r.

## Etymologia i cesarz Wilhelm II
Ukucie terminu żółte niebezpieczeństwo (niem.: Die Gelbe Gefahr) przypisuje się cesarzowi Wilhelmowi II, który miał go użyć we wrześniu 1895 roku. W 1898 r. brytyjski pisarz Matthew Phipps Shiel opublikował nowelę The Yellow Danger, opowiadającą o morderstwie dwóch niemieckich misjonarzy w okolicach niemieckiej koncesji w Qingdao.
Wilhelm II nakazał swojemu nadwornemu malarzowi Knackfussowi wyobrażenie żółtego niebezpieczeństwa jako Buddy lecącego na smoku nad zrujnowaną Europą (obraz pt. „Völker Europas, wahrt eure heiligsten Güter”). Przeciw najeźdźcy zwraca się na obrazie siedem niewiast, m.in. Italia i Marianne, z których najpotężniejsza jest uzbrojona w miecz Germania. Walce przygląda się Archanioł Michał, który zagrzewa kontynent do oporu. Cesarz był zachwycony pracą malarza i posłał kopie dzieła innym koronowanym głowom oraz ambasadorom w Berlinie.

## Żółte niebezpieczeństwow USA
W USA symbolem lęku przed Azjatami stało się przeforsowane w 1882 r. 10-letnie ograniczenie imigracji dla Chińczyków, z 30 tys. osób rocznie do zaledwie 105 osób. Amerykański działacz związkowy Samuel Gompers (1850-1924) powiedział wówczas: „Wyższa rasa biała musi zatrzymać niższą, azjatycką; jeśli to będzie konieczne, także przy użyciu siły”. W 1920 r. Theodore Lothrop Stoddard, niesławny zwolennik eugeniki, w książce „The Rising Tide of Color” pisał, że azjatyccy imigranci stwarzają zagrożenie dla białej społeczności USA – używając biblijnego stylu języka sugerował nawet, że żółta odmiana człowieka podbije i zniewoli białych.
Na początku XX wieku na południu Stanów Zjednoczonych częste były przypadki linczowania Azjatów. Wiarę w żółte niebezpieczeństwo podzielało wielu uczonych, jak m.in. David Starr Jordan, czy polityków, jak m.in. James Duval Phelan, który kandydował w 1920 r. do Senatu pod hasłem: Keep California White („Kalifornia dla białych”).
Szczyt popularności żółtego niebezpieczeństwa przypadł na II wojnę światową, po japońskim ataku na Pearl Harbor w 1941 roku. Amerykańska propaganda wojenna z jednej strony straszyła wówczas społeczeństwo, z drugiej – próbowała ośmieszyć wroga, ukazując Japończyków jako niskich, z wyszczerzonymi zębami i w okularach. Amerykanie pochodzenia japońskiego zostali wówczas internowani, bo obawiano się, że mogą pełnić rolę piątej kolumny.
Po wojnie wiara w żółte niebezpieczeństwo osłabła, mimo wojny koreańskiej i wietnamskiej. Nowym źródłem zbiorowego lęku stał się komunizm, ponadto zdaniem socjologów społeczeństwo czuło się winne za internowanie japońskich Amerykanów.
Żółte niebezpieczeństwo odżyło nieco w latach 80., kiedy rozpędzona japońska gospodarka rzuciła wyzwanie Ameryce, zalewając ją tanimi i dobrze wykonanymi samochodami, elektroniką itd. Symbolem tego resentymentu stała się w 1982 roku śmierć Vincenta China, Amerykanina pochodzenia chińskiego, zamordowanego przez dwóch białych robotników zwolnionych z fabryki koncernu Chrysler, którzy wzięli go za Japończyka. Ronald Ebens, który zainicjował zbrodnię, miał przekonać drugiego sprawcę, swego pasierba Michaela Nitza, słowami: To przez tych małych skurwysynów jesteśmy bez pracy.
Zdaniem amerykańskich socjologów, którzy badają rasizm, wiara w żółte niebezpieczeństwo w USA przenosi się od lat 90. na Chińczyków. Związane jest to z rosnącą potęgą gospodarczą Chin, która jest teraz postrzegana jako zagrożenie. Temat nadciągającego starcia między Zachodem i Chinami porusza szeroko amerykański politolog Samuel P. Huntington w głośnej książce Zderzenie cywilizacji (1996).

## Żółte niebezpieczeństwow Australii
Pod koniec XIX i na początku XX wieku strach przed żółtym niebezpieczeństwem był cechą kulturową białych ludzi na kontynencie australijskim. Rasistowski strach przed nie-białymi Azjatami był tematycznym zajęciem wspólnym dla powieści z gatunku invasion literature, takich jak The Yellow Wave: A Romance of the Asiatic Invasion of Australia (1895), The Colored Conquest (1904), The Awakening to China (1909) i Fools’ Harvest (1939). Tego rodzaju literatura fantastyczna przedstawiała azjatycką inwazję na „pustą północ” Australii, która była zamieszkiwana przez rdzennych Aborygenów Australijskich, z którymi biali rywalizowali o przestrzeń życiową. W opowiadaniu A Story of the Race War of A.D. 1908 (1887), dziennikarz i przywódca robotniczy William Lane stwierdził, że horda Chińczyków legalnie przybyła do Australii, opanowała białe społeczeństwo i zmonopolizowała przemysł wykorzystujący zasoby naturalne australijskiej „pustej północy”.

## Żółte niebezpieczeństwow Polsce
W Polsce azjatycka imigracja nigdy nie była liczna, ale wiara w żółte niebezpieczeństwo została zaimportowana razem z ideologią nacjonalistyczną. W swoim politycznym manifeście Myśli nowoczesnego Polaka (1903) użył tego terminu Roman Dmowski, który ironizował: „Niech w Afryce Południowej siedzą niepodzielnie Hotentoci, w Ameryce – Indianie, w Australii – te półmałpy, co czepiają się po drzewach, żyją surowymi owocami i porozumiewają się przy pomocy prawie nieartykułowanych dźwięków, a tymczasem rasy naszego, wyższego typu co tworzą cywilizację, co przekształcają powierzchnię ziemi w ten sposób, iż może ona sto razy tyle ludzi pomieścić, niech te rasy duszą się w przeludnionej Europie, nie rozszerzając poza jej granice swego panowania i swej cywilizacji i czekając, aż się zbliży „żółte niebezpieczeństwo”, aż przyjdą ze wschodu barbarzyńcy, którzy nasz typ życia zniszczą. To będzie pięknie, sprawiedliwie i humanitarnie.
W powieści Nienasycenie (1930) o żółtym niebezpieczeństwie pisał Stanisław Ignacy Witkiewicz. W finale utworu do Polski docierają Chińczycy, którzy traktują ją jako bazę wypadową przeciw innym krajom Zachodu.

## Żółte niebezpieczeństwowpopkulturze
Motyw azjatyckiego zagrożenia stał się popularny w amerykańskiej popkulturze. Za jego pierwszą, najbardziej przemawiającą do wyobraźni personifikację uważa się postać doktora Fu Manchu wykreowaną przez brytyjskiego pisarza Saxa Rohmera.
Żółte niebezpieczeństwo przewijało się w latach 20. przez amerykańską literaturę popularną (tzw. pulp fiction). W powieści Armaggedon 2419 AD (1928) Philipa F. Nowalana Ameryka zostają zaatakowana przez okrutnych chińskich najeźdźców.
Temat poruszali najsłynniejsi pisarze science fiction, m.in. pojawia się on w kilku opowiadaniach H.P. Lovecrafta. W powieści Szósta kolumna (1948) Roberta Heinleina, Amerykanie walczą z rasistowskim, ludobójczym Imperium PanAzjatyckim.
Cała galeria postaci azjatyckich geniuszy zła powstała na bazie Fu Manchu. To m.in. Yellow Claw (Żółty szpon), chiński szwarccharakter z komiksów Marvela z lat 50. XX wieku, czy też Yellow Peril: The Adventures of Sir John Weymouth–Smythe (1978) autorstwa Richarda Jaccomy. Pao Tcheou to rzekomy kuzyn Fu Manchu z francuskich powieści SF z serii Le Maitre de L’Invisible. W Brytyjskim serialu Doktor Who w sześcioodcinkowym epizodzie The Talons of Weng-Chiang pojawia się Żółty diabeł, Li H’sen Chang. Złowrogi charakter przyjmują często Azjaci w książkach i filmach o Jamesie Bondzie, m.in. Chińczyk Oddjob z Goldfingerze i północnokoreański pułkownik Tan-Sun Moon w Die Another Day.
W książce Yellow Peril Wang Lixionga w Chinach wybucha nuklearna wojna domowa, która rozprzestrzenia się na cały świat, doprowadzając do wybuchu III wojny światowej. Wang, antykomunistyczny dysydent, napisał tę książkę po masakrze na placu Tian’anmen pod pseudonimem Bao Mi. Zyskała popularność w Chinach kolportowana w drugim obiegu, bo oficjalnie została zakazana.